# Careproctus oregonensis
Careproctus oregonensis är en fiskart som beskrevs av Stein, 1978. Careproctus oregonensis ingår i släktet Careproctus och familjen Liparidae. Inga underarter finns listade.